# Hans Ebert (Komponist)
Hans Ebert (* 15. Mai 1889 in Berlin; † 31. August 1952 ebenda) war ein deutscher Komponist, Kapellmeister am Theater und Filmkomponist.

## Leben
Ebert erhielt von 1910 bis 1912 seine künstlerische Ausbildung in Berlin und setzte seine Musikstudien von 1913 bis 1915 in Düsseldorf fort. In den Kriegsjahren 1914 bis 1918 wirkte er als Kapellmeister am Düsseldorfer Schauspielhaus. 1921 folgte Hans Ebert einem Ruf an das Lessingtheater in Berlin. Von 1925 bis 1927 kehrte er wieder ans Düsseldorfer Schauspielhaus zurück. 1927 ging Ebert für zwei Jahre nach Köln, um bei Philipp Jarnach Unterricht in Komposition zu nehmen. Anschließend wirkte Ebert als festangestellter Komponist am Kölner Rundfunk, bis er 1933 von den soeben an die Macht gekommenen Nationalsozialisten aufgrund seiner Ehe mit einer Jüdin fristlos entlassen wurde. Auf der Suche nach einem neuen Arbeitsgeber stieß Ebert 1934 zum Kino, wo ihn die UFA zunächst kurze Dokumentar- und Kurzspielfilme vertonen ließ.
Ab 1936 kamen auch Aufträge für die Musik zu abendfüllenden Spielfilme hinzu. Dort deckte er die damals gängige Themenpalette ab: Ebert komponierte für Heimatfilme (z. B. „Waldwinter“, 1936, „Gewitter im Mai“, 1937) wie für Krimis („Der Fall Deruga“, 1938, Der Fall Molander, 1945), für Familienmelodramen („Sein Sohn“, 1941, „Der Seniorchef“, 1942) wie für Romanzen und Komödien („Die Jungfern vom Bischofsberg“, 1942, „Himmel, wir erben ein Schloß!“, 1943). Nebenbei komponierte er auch Orchesterwerke, Lieder und Ballettstücke. Die Uraufführung seines Werks Oper „Hille Bobbe“ in Darmstadt am 16. November 1940 brachte Hans Ebert erneut Ärger mit dem Regime ein. „Das in den Jahren 1934 bis 1938 geschriebene, in weiten Teilen der Handlung als regimekritisch interpretierbare Stück ist die erste Oper in Eberts Œuvre und wird von der NS-Kritik als dekadent, dissonant und als „Negermusik“ bezeichnet.“. Reichsdramaturg Rainer Schlösser forderte nach der Berliner Erstaufführung 1942, dass der „durch die hier gerügten Lässigkeiten erschütterte Ruf der Reichsdramaturgie hinsichtlich ihrer nationalsozialistischen Zuverlässigkeit wieder hergestellt“ werden müsse. Nach dem Krieg fand Hans Ebert kaum mehr Anschluss an die Filmindustrie und konnte nur noch bei einigen rund um das Jahr 1950 entstandenen bzw. uraufgeführten Produktionen Kompositionen unterbringen.

## Filmografie
- 1934: Was die Isar rauscht
- 1935: Soldatenlieder
- 1935: Der Uhrenladen
- 1935: Der interessante Fall
- 1935: Abessinien von heute – Blickpunkt der Welt
- 1936: Waldwinter
- 1936: Der Streithammel
- 1936: Karo König
- 1937: Wilddiebe
- 1937: Heinz hustet
- 1937: Gewitter im Mai
- 1937: Das Schweigen im Walde
- 1938: Das Verlegenheitskind
- 1938: Der Fall Deruga
- 1938: Was tun, Sibylle?
- 1939: Der grüne Kaiser
- 1939: Hochzeit mit Hindernissen
- 1939: Kornblumenblau
- 1940: Für die Katz
- 1940: Tiergarten Südamerika
- 1941: Sein Sohn
- 1941: Wisente
- 1941: Zeitgemäße Pflanzenzucht
- 1942: Der Seniorchef
- 1942: Frühling in den Vogesen
- 1942: Himmel, wir erben ein Schloß!
- 1942: Die Jungfern vom Bischofsberg
- 1943: Vogelparadies in der Arktis
- 1943: Auf geht‘s!
- 1943: Fleischfressende Pflanzen
- 1944: Der Fall Molander
- 1949: Schicksal am Berg
- 1950: Spiel der Wirtschaft
- 1950: Strahlendes Licht